# FA Cup 2004-05
La FA Cup 2004-05 fue la 124ª edición del más antiguo torneo de fútbol reconocido en el mundo. Comenzó el 28 de agosto de 2004, con las rondas preliminares de equipos de los niveles bajos del fútbol inglés.
Debido a las remodelación del Estadio de Wembley, la final se jugó en el Millennium Stadium de Cardiff el 21 de mayo de 2005. El Arsenal derrotó al Manchester United, defensor del título, en la final mediante tanda de penaltis, fue la primera vez que la copa se definía mediante esta vía.

## Calendario
| Ronda                        | Fecha                    | Partidos | Clubes    | Premio     |
| ---------------------------- | ------------------------ | -------- | --------- | ---------- |
| Ronda extra preliminar       | 28 de agosto de 2004     | 73       | 661 → 588 | £500       |
| Ronda preliminar             | 4 de septiembre de 2004  | 182      | 588 → 406 | £1,000     |
| Primera ronda clasificatoria | 18 de septiembre de 2004 | 124      | 406 → 282 | £2,250     |
| Segunda ronda clasificatoria | 2 de octubre de 2004     | 84       | 282 → 198 | £3,750     |
| Tercera ronda clasificatoria | 16 de octubre de 2004    | 42       | 198 → 156 | £5,000     |
| Cuarta ronda clasificatoriad | 30 de octubre de 2004    | 32       | 156 → 124 | £10,000    |
| Primera ronda                | 13 de noviembre de 2004  | 40       | 124 → 84  | £16,000    |
| Segunda ronda                | 4 de diciembre de 2004   | 20       | 84 → 64   | £24,000    |
| Tercera ronda                | 8 de enero de 2005       | 32       | 64 → 32   | £40,000    |
| Cuarta ronda                 | 29 de enero de 2005      | 16       | 32 → 16   | £60,000    |
| Quinta ronda                 | 19 de febrero de 2005    | 8        | 16 → 8    | £120,000   |
| Sextaronda                   | 23 de marzo de 2005      | 4        | 8 → 4     | £300,000   |
| Semifinales                  | 16 de abril de 2005      | 2        | 4 → 2     | £900,000   |
| Final                        | 21 de mayo de 2005       | 1        | 2 → 1     | £1,000,000 |

## Primera ronda
| N.º                            | Local               | Resultado | Visita                 | Asistencia |
| ------------------------------ | ------------------- | --------- | ---------------------- | ---------- |
| 1                              | Blackpool           | 3 – 0     | Tamworth               | 4,796      |
| 2                              | Darlington          | 3 – 3     | Yeovil Town            | 3,698      |
| replay                         | Yeovil Town         | 1 – 0     | Darlington             | 5,365      |
| 3                              | Barnet              | 1 – 2     | Bath City              | 2,147      |
| 4                              | Bristol City        | 1 – 1     | Brentford              | 10,000     |
| replay                         | Brentford           | 1 – 1     | Bristol City           | 3,706      |
| Brentford ganó en los penaltis |                     |           |                        |            |
| 5                              | Bury                | 5 – 2     | Vauxhall Motors        | 2,566      |
| 6                              | Histon              | 2 – 0     | Shrewsbury Town        | 2,843      |
| 7                              | Rochdale            | 2 – 1     | Oxford United          | 2,333      |
| 8                              | Notts County        | 2 – 1     | Woking                 | 4,562      |
| 9                              | Stafford Rangers    | 0 – 2     | Chester City           | 2,492      |
| 10                             | Swindon Town        | 4 – 1     | Sheffield Wednesday    | 6,160      |
| 11                             | Stockport County    | 3 – 1     | Huddersfield Town      | 3,479      |
| 12                             | Wycombe Wanderers   | 1 – 0     | Coalville Town         | 2,816      |
| 13                             | Bristol Rovers      | 1 – 1     | Carlisle               | 5,658      |
| replay                         | Carlisle United     | 1 – 0     | Bristol Rovers         | 4,813      |
| 14                             | Northampton Town    | 1 – 0     | Barnsley               | 4,876      |
| 15                             | Bradford City       | 0 – 1     | Rushden & Diamonds     | 4,171      |
| 16                             | Hull City           | 3 – 2     | Morecambe              | 10,129     |
| 17                             | Southend United     | 0 – 3     | Luton Town             | 6,683      |
| 18                             | Exeter City         | 1 – 0     | Grimsby Town           | 3,378      |
| 19                             | Scunthorpe United   | 2 – 0     | Chesterfield           | 4,869      |
| 20                             | Mansfield Town      | 1 – 1     | Colchester United      | 3,202      |
| replay                         | Colchester United   | 4 – 1     | Mansfield Town         | 2,492      |
| 21                             | Alfreton Town       | 1 – 1     | Macclesfield Town      | 2,251      |
| replay                         | Macclesfield Town   | 2 – 0     | Alfreton Town          | 1,783      |
| 22                             | Port Vale           | 3 – 1     | Kidderminster Harriers | 4,141      |
| 23                             | Halifax Town        | 3 – 1     | Cambridge United       | 2,368      |
| 24                             | Cheltenham Town     | 1 – 3     | Swansea City           | 4,551      |
| 25                             | Southport           | 1 – 3     | Hereford United        | 2,045      |
| 26                             | Hayes               | 0 – 4     | Wrexham                | 1,751      |
| 27                             | Tiverton Town       | 1 – 3     | Doncaster Rovers       | 1,618      |
| 28                             | Boston United       | 5 – 2     | Hornchurch             | 2,437      |
| 29                             | Peterborough United | 2 – 1     | Tranmere Rovers        | 2,940      |
| 30                             | Leyton Orient       | 3 – 1     | Dagenham & Redbridge   | 4,155      |
| 31                             | Slough Town         | 2 – 1     | Walsall                | 2,023      |
| 32                             | Cambridge City      | 2 – 1     | Leigh RMI              | 930        |
| 33                             | Forest Green Rovers | 1 – 1     | Bournemouth            | 1,837      |
| replay                         | Bournemouth         | 3 – 1     | Forest Green Rovers    | 5,489      |
| 34                             | Hartlepool United   | 3 – 0     | Lincoln City           | 4,533      |
| 35                             | Billericay Town     | 0 – 1     | Stevenage Borough      | 1,804      |
| 36                             | Yeading             | 2 – 1     | Halesowen Town         | 524        |
| 37                             | Aldershot Town      | 4 – 0     | Canvey Island          | 2,600      |
| 38                             | Hinckley United     | 2 – 0     | Torquay United         | 2,129      |
| 39                             | Thurrock            | 0 – 1     | Oldham Athletic        | 1,156      |
| 40                             | Milton Keynes Dons  | 1 – 0     | Lancaster City         | 2,065      |

## Segunda ronda
| N.º    | Local               | Resultado | Visita             | Asistencia |
| ------ | ------------------- | --------- | ------------------ | ---------- |
| 1      | Blackpool           | 1 – 0     | Port Vale          | 4,669      |
| 2      | Bournemouth         | 2 – 1     | Carlisle United    | 5,815      |
| 3      | Histon              | 1 – 3     | Yeovil Town        | 2,564      |
| 4      | Swindon Town        | 1 – 1     | Notts County       | 5,768      |
| replay | Notts County        | 2 – 0     | Swindon Town       | 3,770      |
| 5      | Stockport County    | 0 – 0     | Swansea City       | 2,680      |
| replay | Swansea City        | 2 – 1     | Stockport County   | 5,572      |
| 6      | Wycombe Wanderers   | 0 – 3     | Luton Town         | 4,767      |
| 7      | Northampton Town    | 1 – 0     | Bury               | 4,415      |
| 8      | Hull City           | 4 – 0     | Macclesfield Town  | 9,831      |
| 9      | Oldham Athletic     | 4 – 0     | Leyton Orient      | 4,657      |
| 10     | Exeter City         | 2 – 1     | Doncaster Rovers   | 4,797      |
| 11     | Scunthorpe United   | 2 – 0     | Wrexham            | 5,698      |
| 12     | Halifax Town        | 1 – 3     | Chester City       | 4,497      |
| 13     | Hereford United     | 2 – 3     | Boston United      | 3,601      |
| 14     | Peterborough United | 2 – 0     | Bath City          | 4,187      |
| 15     | Slough Town         | 1 – 3     | Yeading            | 2,418      |
| 16     | Cambridge City      | 0 – 1     | Milton Keynes Dons | 2,000      |
| 17     | Hartlepool United   | 5 – 1     | Aldershot Town     | 4,556      |
| 18     | Stevenage Borough   | 0 – 2     | Rochdale           | 2,700      |
| 19     | Rushden & Diamonds  | 2 – 5     | Colchester United  | 3,077      |
| 20     | Hinckley United     | 0 – 0     | Brentford          | 2,661      |
| replay | Brentford           | 2 – 1     | Hinckley United    | 4,002      |

## Tercera ronda
| N.º    | Local                   | Resultado | Visita                 | Asistencia |
| ------ | ----------------------- | --------- | ---------------------- | ---------- |
| 1      | Arsenal                 | 2 – 1     | Stoke City             | 36,579     |
| 2      | Notts County            | 1 – 2     | Middlesbrough          | 13,671     |
| 3      | Manchester United       | 0 – 0     | Exeter City            | 67,551     |
| replay | Exeter City             | 0 – 2     | Manchester United      | 9,033      |
| 4      | Plymouth Argyle         | 1 – 3     | Everton                | 20,112     |
| 5      | Leicester City          | 2 – 2     | Blackpool              | 16,750     |
| replay | Blackpool               | 0 – 1     | Leicester City         | 6,938      |
| 6      | Derby County            | 2 – 1     | Wigan Athletic         | 14,457     |
| 7      | Sunderland              | 2 – 1     | Crystal Palace         | 17,536     |
| 8      | Wolverhampton Wanderers | 2 – 0     | Millwall               | 12,566     |
| 9      | Yeading                 | 0 – 2     | Newcastle United       | 10,824     |
| 10     | Hull City               | 0 – 2     | Colchester United      | 14,027     |
| 11     | Tottenham Hotspur       | 2 – 1     | Brighton & Hove Albion | 36,094     |
| 12     | Reading                 | 1 – 1     | Swansea City           | 13,642     |
| replay | Swansea City            | 0 – 1     | Reading                | 7,354      |
| 13     | Birmingham City         | 3 – 0     | Leeds United           | 25,159     |
| 14     | Hartlepool United       | 0 – 0     | Boston United          | 5,342      |
| replay | Boston United           | 0 – 1     | Hartlepool United      | 3,653      |
| 15     | Milton Keynes Dons      | 0 – 2     | Peterborough United    | 4,407      |
| 16     | Oldham Athletic         | 1 – 0     | Manchester City        | 13,171     |
| 17     | Chelsea                 | 3 – 1     | Scunthorpe United      | 40,019     |
| 18     | Cardiff City            | 1 – 1     | Blackburn Rovers       | 14,145     |
| replay | Blackburn               | 3 – 2     | Cardiff City           | 9,140      |
| 19     | Charlton Athletic       | 4 – 1     | Rochdale               | 13,955     |
| 20     | West Ham United         | 1 – 0     | Norwich City           | 23,389     |
| 21     | Sheffield United        | 3 – 1     | Aston Villa            | 14,003     |
| 22     | Preston North End       | 0 – 2     | West Bromwich Albion   | 13,005     |
| 23     | Rotherham United        | 0 – 3     | Yeovil Town            | 5,397      |
| 24     | Burnley                 | 1 – 0     | Liverpool              | 19,033     |
| 25     | Bournemouth             | 2 – 1     | Chester City           | 7,653      |
| 26     | Coventry City           | 3 – 0     | Crewe Alexandra        | 7,629      |
| 27     | Watford                 | 1 – 1     | Fulham                 | 14,896     |
| replay | Fulham                  | 2 – 0     | Watford                | 11,306     |
| 28     | Ipswich Town            | 1 – 3     | Bolton Wanderers       | 20,080     |
| 29     | Portsmouth              | 1 – 0     | Gillingham             | 14,252     |
| 30     | Northampton Town        | 1 – 3     | Southampton            | 7,183      |
| 31     | Queens Park Rangers     | 0 – 3     | Nottingham Forest      | 11,140     |
| 32     | Luton                   | 0 – 2     | Brentford              | 6,681      |

## Cuarta ronda
| N.º                                   | Local                | Resultado | Visita                  | Asistencia |
| ------------------------------------- | -------------------- | --------- | ----------------------- | ---------- |
| 1                                     | Derby County         | 1 – 1     | Fulham                  | 22,040     |
| replay                                | Fulham               | 4 – 2     | Derby County            | 15,528     |
| 2                                     | Manchester United    | 3 – 0     | Middlesbrough           | 67,251     |
| 3                                     | Blackburn Rovers     | 3 – 0     | Colchester United       | 10,634     |
| 4                                     | Chelsea              | 2 – 0     | Birmingham City         | 40,379     |
| 5                                     | West Ham United      | 1 – 1     | Sheffield United        | 25,449     |
| replay                                | Sheffield United     | 1 – 1     | West Ham United         | 15,067     |
| Sheffield United ganó en los penaltis |                      |           |                         |            |
| 6                                     | Oldham Athletic      | 0 – 1     | Bolton Wanderers        | 12,029     |
| 7                                     | Arsenal              | 2 – 0     | Wolverhampton Wanderers | 37,135     |
| 8                                     | Everton              | 3 – 0     | Sunderland              | 33,186     |
| 9                                     | Nottingham Forest    | 1 – 0     | Peterborough            | 16,774     |
| 10                                    | Brentford            | 0 – 0     | Hartlepool              | 8,967      |
| replay                                | Hartlepool           | 0 – 1     | Brentford               | 7,580      |
| 11                                    | Reading              | 1 – 2     | Leicester City          | 14,825     |
| 12                                    | Burnley              | 2 – 0     | Bournemouth             | 9,944      |
| 13                                    | Southampton          | 2 – 1     | Portsmouth              | 29,453     |
| 14                                    | West Bromwich Albion | 1 – 1     | Tottenham Hotspur       | 22,441     |
| replay                                | Tottenham Hotspur    | 3 – 1     | West Bromwich Albion    | 27,860     |
| 15                                    | Newcastle United     | 3 – 1     | Coventry City           | 44,044     |
| 16                                    | Charlton Athletic    | 3 – 2     | Yeovil Town             | 22,873     |

## Quinta ronda
| N.º                                  | Local             | Resultado | Visita            | Asistencia |
| ------------------------------------ | ----------------- | --------- | ----------------- | ---------- |
| 1                                    | Bolton Wanderers  | 1 – 0     | Fulham            | 16,151     |
| 2                                    | Tottenham Hotspur | 1 – 1     | Nottingham Forest | 35,640     |
| replay                               | Nottingham Forest | 0 – 3     | Tottenham Hotspur | 28,062     |
| 3                                    | Everton           | 0 – 2     | Manchester United | 38,664     |
| 4                                    | Charlton Athletic | 1 – 2     | Leicester City    | 23,719     |
| 5                                    | Burnley           | 0 – 0     | Blackburn Rovers  | 21,468     |
| replay                               | Blackburn Rovers  | 2 – 1     | Burnley           | 28,691     |
| 6                                    | Southampton       | 2 – 2     | Brentford         | 24,741     |
| replay                               | Brentford         | 1 – 3     | Southampton       | 11,720     |
| 7                                    | Newcastle United  | 1 – 0     | Chelsea           | 45,740     |
| 8                                    | Arsenal           | 1 – 1     | Sheffield United  | 36,891     |
| replay                               | Sheffield United  | 0 – 0     | Arsenal           | 27,595     |
| Arsenal ganó por 4-2 en los penaltis |                   |           |                   |            |

## Sexta ronda
| 13 de marzo de 2005, 16:00 | Newcastle United | 1:0     | Tottenham Hotspur | St James' Park, Newcastle                              |                                                        |
|                            | - Kluivert 5'    | Reporte |                   | Asistencia: 51.307 espectadores Árbitro(s): Rob Styles | Asistencia: 51.307 espectadores Árbitro(s): Rob Styles |

| 12 de marzo de 2005, 17:15 | Southampton | 0:4     | Manchester United                           | St Mary's Stadium, Southampton                          |                                                         |
|                            |             | Reporte | - 2' Keane - 45' Ronaldo - 48', 87' Scholes | Asistencia: 30.971 espectadores Árbitro(s): Howard Webb | Asistencia: 30.971 espectadores Árbitro(s): Howard Webb |

| 12 de marzo de 2005, 12:15 | Bolton Wanderers | 0:1     | Arsenal        | University of Bolton Stadium, Bolton                      |                                                           |
|                            |                  | Reporte | - 3' Ljungberg | Asistencia: 23.523 espectadores Árbitro(s): Steve Bennett | Asistencia: 23.523 espectadores Árbitro(s): Steve Bennett |

| 13 de marzo de 2005, 13:05 | Blackburn Rovers | 1:0     | Leicester City | Ewood Park, Blackburn                                   |                                                         |
|                            | - Dickov 83'     | Reporte |                | Asistencia: 22.113 espectadores Árbitro(s): Neale Barry | Asistencia: 22.113 espectadores Árbitro(s): Neale Barry |

## Semifinales
Ambos encuentros fueron disputados en estadios neutrales. 
| 16 de abril de 2005, 12:15 | Arsenal                           | 3:0     | Blackburn Rovers | Millennium Stadium, Cardiff                            |                                                        |
|                            | - Pires 42' - van Persie 84', 90' | Reporte |                  | Asistencia: 52.077 espectadores Árbitro(s): Steve Dunn | Asistencia: 52.077 espectadores Árbitro(s): Steve Dunn |

| 17 de abril de 2005, 13:00 | Newcastle United | 1:4     | Manchester United                                     | Millennium Stadium, Cardiff                            |                                                        |
|                            | - Ameobi 59'     | Reporte | - 19', 58' van Nistelrooy - 45' Scholes - 76' Ronaldo | Asistencia: 69.280 espectadores Árbitro(s): Mike Riley | Asistencia: 69.280 espectadores Árbitro(s): Mike Riley |

## Final

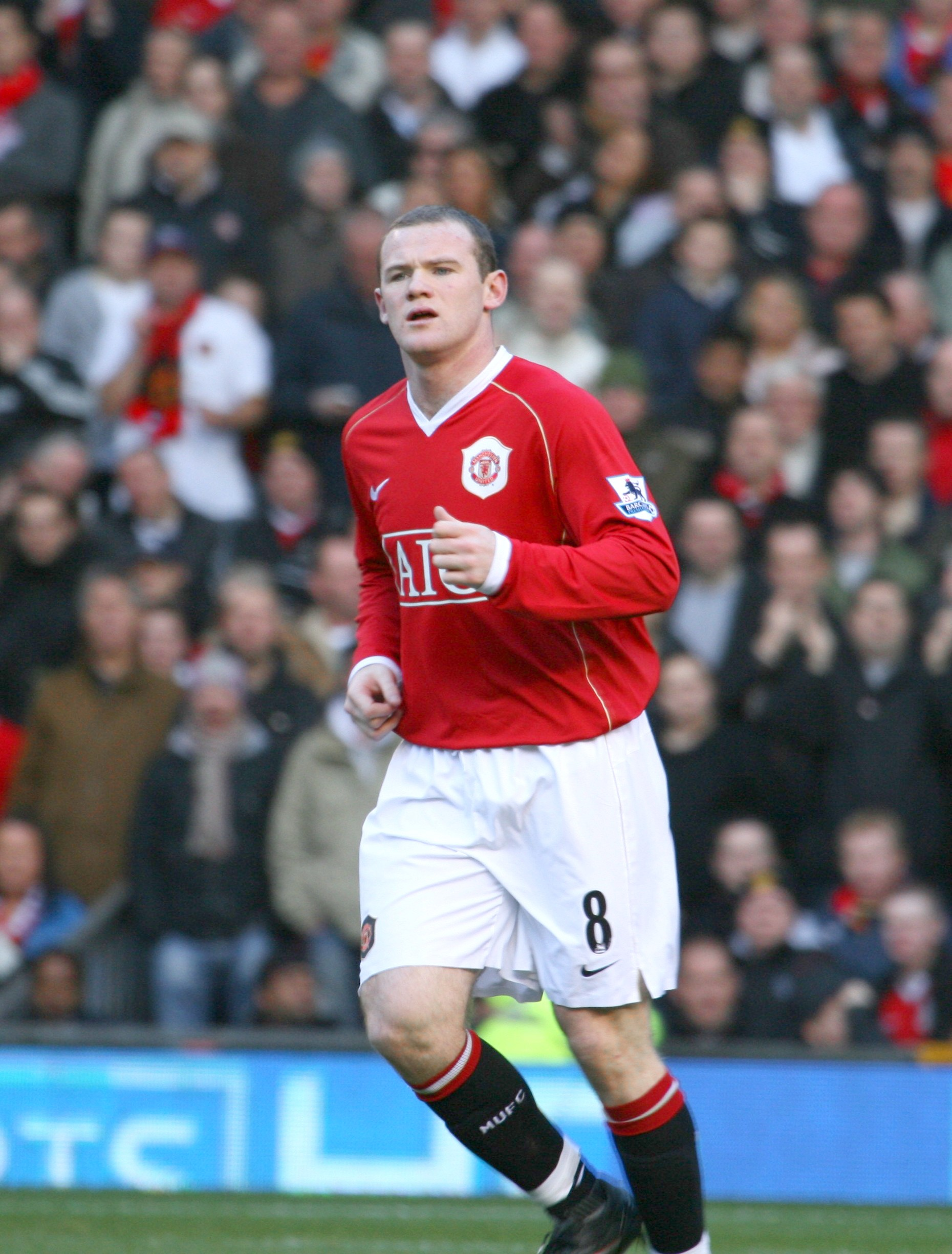
Wayne Rooney, (imagen del 2006), fue nombrado jugador del partido en la final.

La final de la FA Cup 2005 fue disputada en el Millennium Stadium de la ciudad de Carfiff entre el Manchester United y el Arsenal. El United dominó el juego, pero fallo en la definición, así que el encuentro se definió a penales. El portero del Arsenal, el alemán Jens Lehmann, tapó el penalti del colorado Paul Scholes; Patrick Vieira anotó el penalti de la victoria para los Gunners.
| 1     | POR   | Jens Lehmann       |      |
| 12    | DEF   | Lauren             |      |
| 28    | DEF   | Kolo Touré         |      |
| 20    | DEF   | Philippe Senderos  |      |
| 3     | DEF   | Ashley Cole        |      |
| 15    | MED   | Cesc Fàbregas      | 86'  |
| 4     | MED   | Patrick Vieira     |      |
| 19    | MED   | Gilberto Silva     |      |
| 7     | DEL   | Robert Pires       | 105' |
| 9     | DEL   | José Antonio Reyes |      |
| 10    | DEL   | Dennis Bergkamp    | 65'  |
| D. T. | D. T. | Arsène Wenger      |      |

| 13    | POR   | Roy Carroll         |     |
| 22    | DEF   | John O'Shea         | 77' |
| 5     | DEF   | Rio Ferdinand       |     |
| 6     | DEF   | Wes Brown           |     |
| 27    | DEF   | Mikaël Silvestre    |     |
| 24    | MED   | Darren Fletcher     | 91' |
| 16    | MED   | Roy Keane           |     |
| 18    | MED   | Paul Scholes        |     |
| 7     | MED   | Cristiano Ronaldo   |     |
| 8     | DEL   | Wayne Rooney        |     |
| 10    | DEL   | Ruud van Nistelrooy |     |
| D. T. | D. T. | Sir Alex Ferguson   |     |

| 8  | MED | Fredrik Ljungberg | 65'  |
| 11 | DEL | Robin van Persie  | 86'  |
| 17 | MED | Edu               | 106' |

| 25 | DEF | Quinton Fortune | 77' |
| 11 | MED | Ryan Giggs      | 91' |

| 1 - 1 2 - 1 3 - 2 4 - 3 5 - 4 | Lauren Freddie Ljungberg Robin van Persie Ashley Cole Patrick Vieira | Acierto de penal · Acierto de penal · Acierto de penal · Acierto de penal · Acierto de penal |

| 0 - 1 1 - 1 2 - 2 3 - 3 4 - 4 | Ruud van Nistelrooy Paul Scholes Cristiano Ronaldo Wayne Rooney Roy Keane | Acierto de penal · Fallo de penal · Acierto de penal · Acierto de penal · Acierto de penal |

| 16 · 59 · 75 · 118 | Ashley Cole Lauren José Antonio Reyes Patrick Vieira |

| 21 · 112 | Mikaël Silvestre Paul Scholes |

| 120 | José Antonio Reyes |

| Principal  | Rob Styles    |
| Asistentes | Jim Devine    |
|            | Paul Canadine |
| Cuarto     | Neale Barry   |

|  |                    |     |     |
|  | Tiros              | 4   | 12  |
|  | Tiros a puerta     | 1   | 8   |
|  | Faltas             | 30  | 23  |
|  | Saques de esquina  | 1   | 12  |
|  | Fueras de juego    | 3   | 6   |
|  | Posesión del balón | 56% | 44% |

| 1     | POR   | Jens Lehmann       |      |
| 12    | DEF   | Lauren             |      |
| 28    | DEF   | Kolo Touré         |      |
| 20    | DEF   | Philippe Senderos  |      |
| 3     | DEF   | Ashley Cole        |      |
| 15    | MED   | Cesc Fàbregas      | 86'  |
| 4     | MED   | Patrick Vieira     |      |
| 19    | MED   | Gilberto Silva     |      |
| 7     | DEL   | Robert Pires       | 105' |
| 9     | DEL   | José Antonio Reyes |      |
| 10    | DEL   | Dennis Bergkamp    | 65'  |
| D. T. | D. T. | Arsène Wenger      |      |

| 13    | POR   | Roy Carroll         |     |
| 22    | DEF   | John O'Shea         | 77' |
| 5     | DEF   | Rio Ferdinand       |     |
| 6     | DEF   | Wes Brown           |     |
| 27    | DEF   | Mikaël Silvestre    |     |
| 24    | MED   | Darren Fletcher     | 91' |
| 16    | MED   | Roy Keane           |     |
| 18    | MED   | Paul Scholes        |     |
| 7     | MED   | Cristiano Ronaldo   |     |
| 8     | DEL   | Wayne Rooney        |     |
| 10    | DEL   | Ruud van Nistelrooy |     |
| D. T. | D. T. | Sir Alex Ferguson   |     |

| 8  | MED | Fredrik Ljungberg | 65'  |
| 11 | DEL | Robin van Persie  | 86'  |
| 17 | MED | Edu               | 106' |

| 25 | DEF | Quinton Fortune | 77' |
| 11 | MED | Ryan Giggs      | 91' |

| 1 - 1 2 - 1 3 - 2 4 - 3 5 - 4 | Lauren Freddie Ljungberg Robin van Persie Ashley Cole Patrick Vieira | Acierto de penal · Acierto de penal · Acierto de penal · Acierto de penal · Acierto de penal |

| 0 - 1 1 - 1 2 - 2 3 - 3 4 - 4 | Ruud van Nistelrooy Paul Scholes Cristiano Ronaldo Wayne Rooney Roy Keane | Acierto de penal · Fallo de penal · Acierto de penal · Acierto de penal · Acierto de penal |

| 16 · 59 · 75 · 118 | Ashley Cole Lauren José Antonio Reyes Patrick Vieira |

| 21 · 112 | Mikaël Silvestre Paul Scholes |

| 120 | José Antonio Reyes |

| Principal  | Rob Styles    |
| Asistentes | Jim Devine    |
|            | Paul Canadine |
| Cuarto     | Neale Barry   |

|  |                    |     |     |
|  | Tiros              | 4   | 12  |
|  | Tiros a puerta     | 1   | 8   |
|  | Faltas             | 30  | 23  |
|  | Saques de esquina  | 1   | 12  |
|  | Fueras de juego    | 3   | 6   |
|  | Posesión del balón | 56% | 44% |

| 1     | POR   | Jens Lehmann       |      |
| 12    | DEF   | Lauren             |      |
| 28    | DEF   | Kolo Touré         |      |
| 20    | DEF   | Philippe Senderos  |      |
| 3     | DEF   | Ashley Cole        |      |
| 15    | MED   | Cesc Fàbregas      | 86'  |
| 4     | MED   | Patrick Vieira     |      |
| 19    | MED   | Gilberto Silva     |      |
| 7     | DEL   | Robert Pires       | 105' |
| 9     | DEL   | José Antonio Reyes |      |
| 10    | DEL   | Dennis Bergkamp    | 65'  |
| D. T. | D. T. | Arsène Wenger      |      |

| 13    | POR   | Roy Carroll         |     |
| 22    | DEF   | John O'Shea         | 77' |
| 5     | DEF   | Rio Ferdinand       |     |
| 6     | DEF   | Wes Brown           |     |
| 27    | DEF   | Mikaël Silvestre    |     |
| 24    | MED   | Darren Fletcher     | 91' |
| 16    | MED   | Roy Keane           |     |
| 18    | MED   | Paul Scholes        |     |
| 7     | MED   | Cristiano Ronaldo   |     |
| 8     | DEL   | Wayne Rooney        |     |
| 10    | DEL   | Ruud van Nistelrooy |     |
| D. T. | D. T. | Sir Alex Ferguson   |     |

| 8  | MED | Fredrik Ljungberg | 65'  |
| 11 | DEL | Robin van Persie  | 86'  |
| 17 | MED | Edu               | 106' |

| 25 | DEF | Quinton Fortune | 77' |
| 11 | MED | Ryan Giggs      | 91' |

| 1 - 1 2 - 1 3 - 2 4 - 3 5 - 4 | Lauren Freddie Ljungberg Robin van Persie Ashley Cole Patrick Vieira | Acierto de penal · Acierto de penal · Acierto de penal · Acierto de penal · Acierto de penal |

| 0 - 1 1 - 1 2 - 2 3 - 3 4 - 4 | Ruud van Nistelrooy Paul Scholes Cristiano Ronaldo Wayne Rooney Roy Keane | Acierto de penal · Fallo de penal · Acierto de penal · Acierto de penal · Acierto de penal |

| 16 · 59 · 75 · 118 | Ashley Cole Lauren José Antonio Reyes Patrick Vieira |

| 21 · 112 | Mikaël Silvestre Paul Scholes |

| 120 | José Antonio Reyes |

| Principal  | Rob Styles    |
| Asistentes | Jim Devine    |
|            | Paul Canadine |
| Cuarto     | Neale Barry   |

|  |                    |     |     |
|  | Tiros              | 4   | 12  |
|  | Tiros a puerta     | 1   | 8   |
|  | Faltas             | 30  | 23  |
|  | Saques de esquina  | 1   | 12  |
|  | Fueras de juego    | 3   | 6   |
|  | Posesión del balón | 56% | 44% |

| 1     | POR   | Jens Lehmann       |      |
| 12    | DEF   | Lauren             |      |
| 28    | DEF   | Kolo Touré         |      |
| 20    | DEF   | Philippe Senderos  |      |
| 3     | DEF   | Ashley Cole        |      |
| 15    | MED   | Cesc Fàbregas      | 86'  |
| 4     | MED   | Patrick Vieira     |      |
| 19    | MED   | Gilberto Silva     |      |
| 7     | DEL   | Robert Pires       | 105' |
| 9     | DEL   | José Antonio Reyes |      |
| 10    | DEL   | Dennis Bergkamp    | 65'  |
| D. T. | D. T. | Arsène Wenger      |      |

| 13    | POR   | Roy Carroll         |     |
| 22    | DEF   | John O'Shea         | 77' |
| 5     | DEF   | Rio Ferdinand       |     |
| 6     | DEF   | Wes Brown           |     |
| 27    | DEF   | Mikaël Silvestre    |     |
| 24    | MED   | Darren Fletcher     | 91' |
| 16    | MED   | Roy Keane           |     |
| 18    | MED   | Paul Scholes        |     |
| 7     | MED   | Cristiano Ronaldo   |     |
| 8     | DEL   | Wayne Rooney        |     |
| 10    | DEL   | Ruud van Nistelrooy |     |
| D. T. | D. T. | Sir Alex Ferguson   |     |

| 8  | MED | Fredrik Ljungberg | 65'  |
| 11 | DEL | Robin van Persie  | 86'  |
| 17 | MED | Edu               | 106' |

| 25 | DEF | Quinton Fortune | 77' |
| 11 | MED | Ryan Giggs      | 91' |

| 1 - 1 2 - 1 3 - 2 4 - 3 5 - 4 | Lauren Freddie Ljungberg Robin van Persie Ashley Cole Patrick Vieira | Acierto de penal · Acierto de penal · Acierto de penal · Acierto de penal · Acierto de penal |

| 0 - 1 1 - 1 2 - 2 3 - 3 4 - 4 | Ruud van Nistelrooy Paul Scholes Cristiano Ronaldo Wayne Rooney Roy Keane | Acierto de penal · Fallo de penal · Acierto de penal · Acierto de penal · Acierto de penal |

| 16 · 59 · 75 · 118 | Ashley Cole Lauren José Antonio Reyes Patrick Vieira |

| 21 · 112 | Mikaël Silvestre Paul Scholes |

| 120 | José Antonio Reyes |

| Principal  | Rob Styles    |
| Asistentes | Jim Devine    |
|            | Paul Canadine |
| Cuarto     | Neale Barry   |

|  |                    |     |     |
|  | Tiros              | 4   | 12  |
|  | Tiros a puerta     | 1   | 8   |
|  | Faltas             | 30  | 23  |
|  | Saques de esquina  | 1   | 12  |
|  | Fueras de juego    | 3   | 6   |
|  | Posesión del balón | 56% | 44% |

|                       |
| Campeón               |
| Bandera de Inglaterra |
| Arsenal               |
| 10.º título           |

## Goleadores
| N.º | Jugador           | Club                 | Goles |
| --- | ----------------- | -------------------- | ----- |
| 1   | Cristiano Ronaldo | Manchester United    | 4     |
| 1   | Peter Crouch      | Southampton          | 4     |
| 1   | Jermain Defoe     | Tottenham Hotspur    | 4     |
| 4   | Shola Ameobi      | Newcastle United     | 3     |
| 4   | Robert Earnshaw   | West Bromwich Albion | 3     |
| 4   | Bryan Hughes      | Charlton Athletic    | 3     |
| 4   | Robbie Keane      | Tottenham Hotspur    | 3     |
| 4   | Andy Liddell      | Sheffield United     | 3     |
| 4   | Morten Pedersen   | Blackburn Rovers     | 3     |
| 4   | Wayne Rooney      | Manchester United    | 3     |
| 4   | Paul Scholes      | Manchester United    | 3     |
| 4   | Robin van Persie  | Arsenal              | 3     |